# Neurobasis kaupi
Neurobasis kaupi är en trollsländeart som beskrevs av Brauer 1867. Neurobasis kaupi ingår i släktet Neurobasis och familjen jungfrusländor. Inga underarter finns listade i Catalogue of Life.